# Стиглунд, Ханс
Ханс Бертиль Стиглунд (швед. Hans Bertil Stiglund, род. 8 июня 1955, Хапаранда, Норрботтен) — консервативный епископ диоцеза Лулео Церкви Швеции в 2002—2018 годах, противник благословения однополых браков и ординации женщин. Рукоположён во священники в 1980 году в диоцезе Гётеборга епископом Бертилем Гартнером, в епископы в 2002 году.

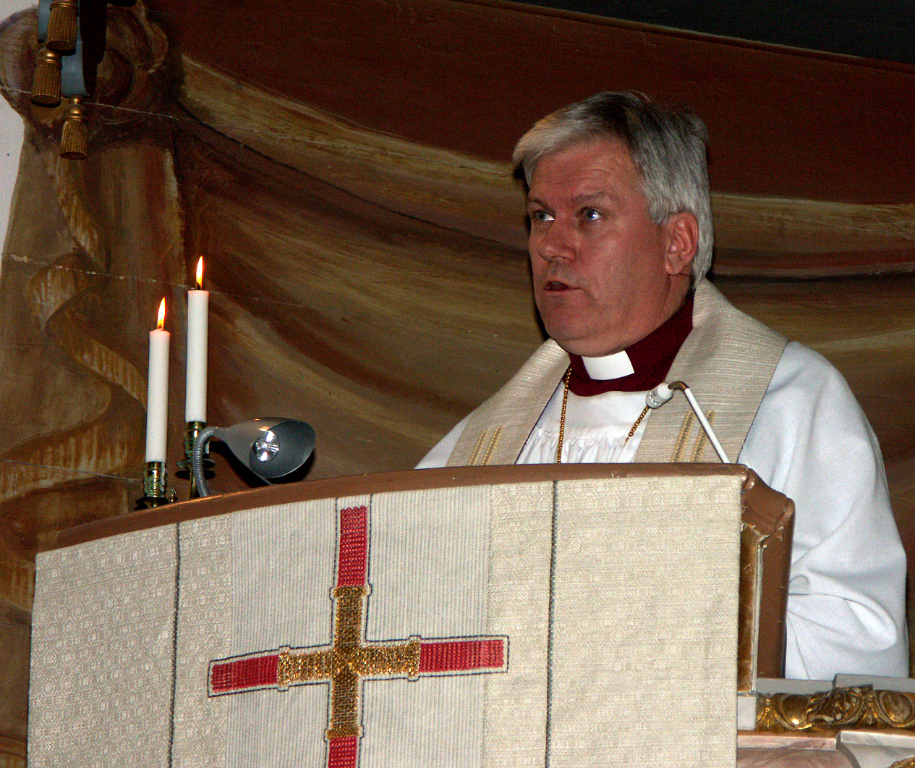
Епископ Стиглунд в церкви в Люкселе